# Perclorat de liti
El perclorat de liti és un compost inorgànic, una sal, que conté anions perclorat {\displaystyle {\ce {ClO4-}}} i cations liti {\displaystyle {\ce {Li+}}} la qual fórmula química és {\displaystyle {\ce {LiClO4}}}.
El perclorat de liti es presenta en forma de pols cristal·lina. Té un punt de fusió de 236 °C i descompon a 400 °C, abans de bullir, segons la reacció:
{\displaystyle {\ce {LiClO4 -> LiCl + 2 O2}}}
La seva densitat és 2,43 g/cm³. És parcialment soluble en aigua i soluble en etanol, acetona, dietilèter i acetat d'etil. És un potent oxidant i, en contacte amb composts orgànics, produeix la seva combustió.

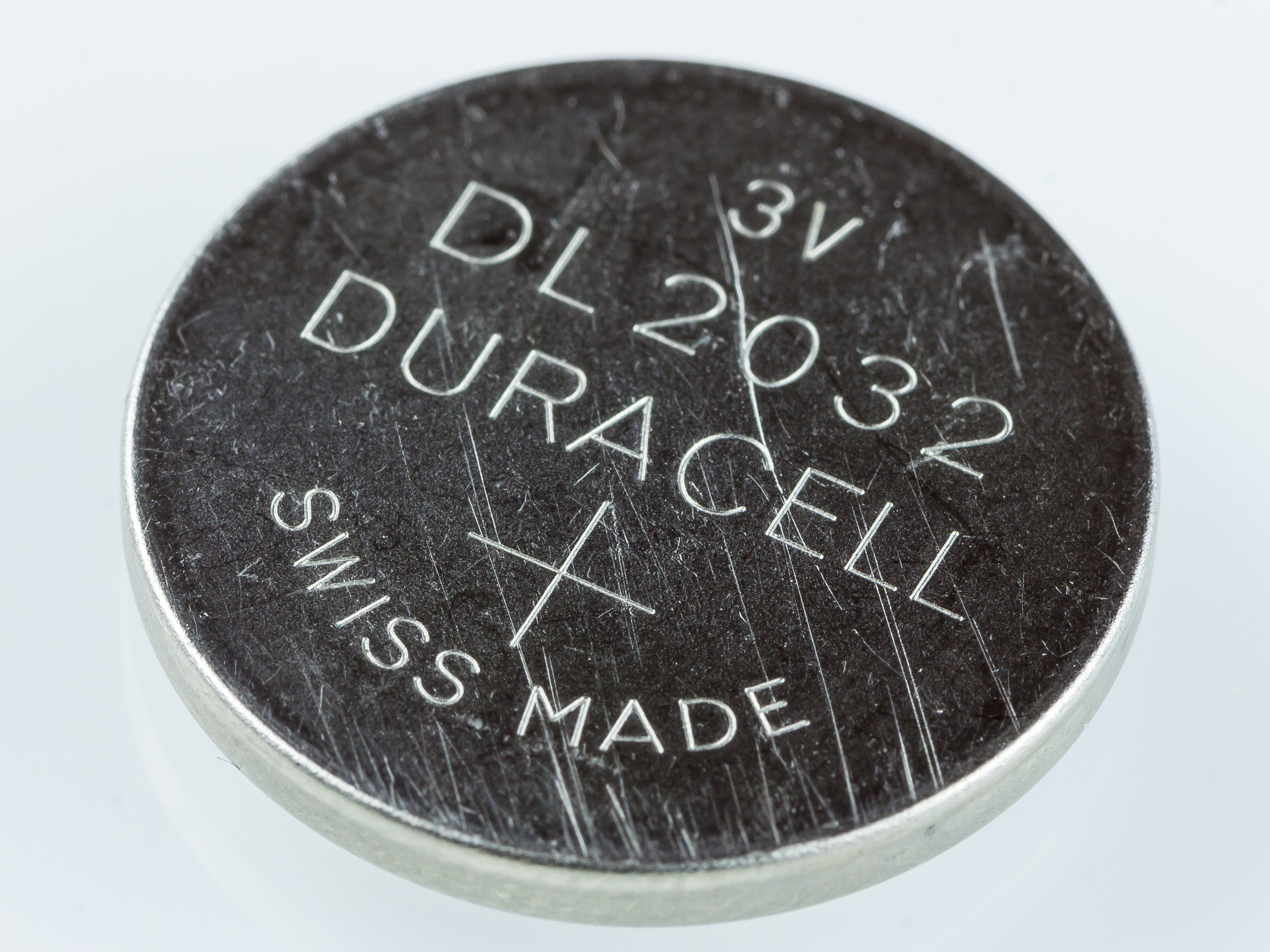
Pila de botó de liti

L'aplicació més important del perclorat de liti és en les bateries de liti, on s'empra com electròlit dissolt en un dissolvent orgànic.